# Расшуа (вулкан)
Расшу́а — действующий вулкан на острове Расшуа Большой Курильской гряды.

## Строение и извержения
Сложный стратовулкан в кальдере. Высота 948 м. В кратере два конуса.
На склонах — луга, карликовые стелющиеся березняк и ольховник.
Известно только одно историческое извержение в 1846 году. В 1957 отмечалось усиление активности фумарол. В настоящее время фиксируется фумарольная и термальная активность.